# Бригада лёгкой кавалерии 5-го армейского корпуса
Бригада лёгкой кавалерии 5-го армейского корпуса (фр. brigade de cavalerie légère de la 5e corps d'armée) — формирование лёгкой кавалерии (соединение, бригада), состоявшее из конных егерей и гусар, и действовавшее сперва в составе 5-го армейского корпуса Великой Армии, затем, в составе 5-го корпуса Армия Испании.

## Подчинение и номер дивизии
- бригада лёгкой кавалерии 5-го армейского корпуса Великой Армии (30 августа 1805 года);
- бригада лёгкой кавалерии 5-го армейского корпуса Армии Испании (11 октября 1808 года);
- бригада лёгкой кавалерии 5-го армейского корпуса Южной армии (15 января 1810 года);
- бригада лёгкой кавалерии Южной армии (7 февраля 1812 года);
- бригада лёгкой кавалерии Пиренейской армии (16 июля 1813 года).

## Командование бригады

### Командиры 1-й бригады
- бригадный генерал Шарль Трейяр (30 августа 1805 – 26 декабря 1806)
- полковник штаба Анри-Пьер Делааж (26 декабря 1806 – 7 марта 1807)
- бригадный генерал Сезар-Александр Дебель (7 марта 1807 – 17 марта 1807)
- бригадный генерал Луи-Пьер Монбрен (17 марта 1807 – 22 октября 1808)
- полковник штаба Анри-Пьер Делааж (22 октября 1808 – 19 июня 1809)
- бригадный генерал Шарль Боргар (19 июня 1809 – 17 декабря 1809)
- бригадный генерал Луи Бриш (17 декабря 1809 – 31 декабря 1811)
- полковник Франсуа Лаваль (31 декабря 1811 – 7 февраля 1812)
- бригадный генерал Андре Перремон (7 февраля 1812 – 7 марта 1813)
- бригадный генерал Жильбер Вино (7 марта 1813 – 16 июля 1813)
- бригадный генерал Жан-Батист Бертон (16 июля 1813 – 12 мая 1814)

### Командиры 2-й бригады
- бригадный генерал Жозеф Пистон (30 августа 1805 – 12 сентября 1805)
- бригадный генерал Жан-Луи Фоконне (21 сентября 1805 – 13 декабря 1805)
- бригадный генерал Шарль Ласалль (13 декабря 1805 – 20 сентября 1806)

### Начальники штаба
- полковник штаба Анри-Пьер Делааж (сентябрь 1805 – 7 сентября 1808)

## Состав бригады
в Австрийской кампании 1805 года:
- командир — бригадный генерал Шарль Трейяр
- начальник штаба — полковник штаба Анри-Пьер Делааж
  - 9-й гусарский полк (командир — полковник Этьен Гюйо)
  - 10-й гусарский полк (командир — полковник Луи Бомон)
    - Всего: 681 человек, 6 эскадронов[1]

в Прусской кампании 1806 года:
- командир — бригадный генерал Шарль Трейяр
- начальник штаба — полковник штаба Анри-Пьер Делааж
  - 9-й гусарский полк (командир — полковник Жан Барбанегр до 14 октября 1806 / Пьер Готрен с 16 октября 1806)
  - 10-й гусарский полк (командир — полковник Луи Бриш)
  - 21-й конно-егерский полк (командир — полковник Жан-Батист Беррюйе)
    - Всего: 1792 человека, 10 эскадронов[2]

в Польской кампании 1807 года:
- командир — бригадный генерал Луи-Пьер Монбрен
- начальник штаба — полковник штаба Анри-Пьер Делааж
  - 10-й гусарский полк (командир — полковник Луи Бриш)
  - 21-й конно-егерский полк (командир — полковник Жан-Батист Беррюйе)
    - Всего: 751 человек, 4 эскадрона[3]

в Испанской кампании 1809 года:
- командир — полковник штаба Анри-Пьер Делааж
  - 10-й гусарский полк (командир — полковник Луи Бриш)
  - 21-й конно-егерский полк (командир — полковник Шарль Стенход)
    - Всего: 926 человек[4]

в Испанской кампании 1811 года:
- командир — бригадный генерал Луи Бриш
  - 2-й гусарский полк (командир — полковник Жильбер Вино)
  - 10-й гусарский полк (командир — полковник Франсуа Лаваль)
  - 21-й конно-егерский полк (командир — полковник Луи Сопранси)
    - Всего: 823 человека[5]

на 15 июля 1811 года:
- командир — бригадный генерал Луи Бриш
  - 10-й гусарский полк (командир — полковник Франсуа Лаваль)
  - 21-й конно-егерский полк (командир — полковник Луи Сопранси)
    - Всего: 515 человек, 8 эскадронов[6]

на 16 ноября 1811 года:
- командир — бригадный генерал Луи Бриш
  - 2-й гусарский полк (командир — полковник Жильбер Вино)
  - 10-й гусарский полк (командир — полковник Франсуа Лаваль)
  - 21-й конно-егерский полк (командир — полковник Луи Сопранси)
  - 27-й конно-егерский полк (командир — полковник Проспер-Луи д’Аренберг)
    - Всего: 13 эскадронов[7]

на 7 февраля 1812 года:
- командир — бригадный генерал Андре Перремон
  - 2-й гусарский полк (командир — полковник Жильбер Вино)
  - 10-й гусарский полк (командир — полковник Франсуа Лаваль)
  - 21-й конно-егерский полк (командир — полковник Луи Дюшастель)
  - 26-й драгунский полк (командир — полковник Габриель Монтележье)
    - Всего: 2500 человек[8]

на 27 февраля 1814 года:
- командир — бригадный генерал Жан-Батист Бертон
  - 2-й гусарский полк (командир — полковник Александр Сеганвиль)
  - 13-й конно-егерский полк (командир — полковник Редмон Ше)
  - 21-й конно-егерский полк (командир — полковник Луи Дюшастель)
  - Всего: 7 или 8 эскадронов[9]